# Elaphria agyra
Elaphria agyra là một loài bướm đêm trong họ Noctuidae.